# Flervärldstolkningen

Schrödingers katt enligt flervärldstolkningen.

Flervärldstolkningen, även kallad  Everetts många världar-tolkning, är en tolkning av kvantmekanik som föreslogs 1957 av den amerikanske fysikern Hugh Everett. Tolkningen går ut på att varje tänkbart fall vid en mätning hos ett kvantmekaniskt system realiseras. På så sätt skapas ett nytt universum för varje möjligt utfall.
Flervärldstolkningen var inte så populär när den presenterades, men har på senare år vunnit allt större gehör bland fysiker, däribland Stephen Hawking. Den mest accepterade tolkningen är dock än idag Köpenhamnstolkningen.